# Сејлсвил (Арканзас)
Сејлсвил (енгл. Salesville) град је у америчкој савезној држави Арканзас.

## Демографија
По попису из 2010. године број становника је 450, што је 13 (3,0%) становника више него 2000. године.
| Група             | 2000.       | 2010.       |
| Белци             | 413 (94,5%) | 415 (92,2%) |
| Афроамериканци    | 0 (0,0%)    | 0 (0,0%)    |
| Азијати           | 1 (0,2%)    | 0 (0,0%)    |
| Хиспаноамериканци | 7 (1,6%)    | 20 (4,4%)   |
| Укупно            | 437         | 450         |